# Базвадж
Джамал ад-Дин Базвадж (араб. بازواج‎; ум. 1138) — военачальник, служивший Буридам Дамаска. 
Некоторое время Базвадж был атабеком атабека Дамаска, Шихабеддина Махмуда. Базвадж воевал с крестоносцами, в 1137 году он взял в плен Понса Триполитанского. В 1138 году Базвадж был убит по приказу Махмуда в Дамаске.

## Биография
В начале 1135 года был убит правитель Дамаска Исмаил. Вместо него атабеком Дамаска стал его брат Махмуд, но реальным правителем был не Махмуд, а его мать Зумурруд-хатун. Она вызвала из Пальмиры в Дамаск хаджиба Юсуфа бен Фируз и назначила его атабеком Махмуда, но вскоре заменила его Базваджем.
В середине февраля 1135 года атабек Мосула и Алеппо Занги осадил Дамаск. Оборону города поручили эмирам Базваджу и Муинеддину Унуру. Вскоре было достигнуто соглашение между противниками и Занги ушёл от города. Как писал хронист XII века Ибн аль-Каланиси, «оба проявили себя достойно в этих операциях, доказав свои возможности и умение командовать регулярными войсками и рекрутами [Дамаска] во время подготовки к битве, и за свою службу получили похвалу и благодарность».
По словам Ибн аль-Асира, между мамлюками, которыми командовал Базвадж, и Юсуфом бен Фируз были враждебные отношения. Мамлюки обвиняли Юсуфа в том, что он принимал участие в казнях во время правления Исмаила, были недовольны тем, что Юсуф вернулся в Дамаск, и опасались, что Юсуф расправится со своими противниками, уговорив Махмуда их казнить. Юсуф вступил с ними в переговоры и поклялся не принимать никакого участия в государственных делах, однако не выполнил обещания. Зумурруд хотела назначить Юсуфа командующим армией, но Базвадж и ряд других эмиров обратились к ней, настоятельно прося не делать этого. Весной 1136 года на открытой площади в присутствии Махмуда Базвадж убил Юсуфа мечом и бежал в Баальбек, откуда требовал назначения себя визирем и угрожал напасть на Дамаск в случае отказа. Махмуд согласился с требованиями Базваджа и, по словам С. Рансимена, политика Дамаска в отношении крестоносцев стала агрессивной. 28 марта 1137 года Базвадж был назначен исфахсаларом (командующим армией). Он отправился к Триполи с армией Дамаска, против него выступил Понс Триполитанский. Битва произошла в аль-Куре. Ибн аль-Каланиси сообщал, что Базвадж устроил засаду, в которую попал Понс. В ожесточённой битве крестоносцы потерпели поражение, а Понс попал в плен, где и погиб. Понсу наследовал сын Раймунд. После этой победы Базвадж захватил замок графства Вади Ибн аль-Ахмар недалеко от Триполи. В июле 1137 года Базвадж напал на самаритянский Наблус. Город был разграблен, а единственными спасшимися людьми были укрывшиеся в цитадели. Базвадж захватил много пленников и увёз их в Дамаск. В хрониках самаритян указано, что 500 человек были выкуплены из плена «щедрым самаритянином из Акко».
По словам Сибта ибн аль-Джаузи, в 1137 году Занги предложил политический брак — он хотел жениться на матери атабека Дамаска Махмуда, Зумурруд Хатун. Эмир Базвадж отклонил это предложение со словами: «Почему мы должны соглашаться разрушить государство нашего господина своими руками?»
30 января 1138 года эмир Базвадж с войском Дамаска предпринял новый набег на крестоносцев, но Ибн аль-Каланиси не уточнял цели похода. Михаил Сириец (XII век) писал, что в 1138 году Базвадж восстал против Шихаб ад-Дина, собрал армию и выступил против Триполи. По возвращении Базвадж некоторое время ждал разрешения войти в город, поскольку впал в немилость.  По словам Ибн аль-Каланиси, Базвадж был властным и жестоким, его обвиняли в несправедливости, предательстве, обманах и взяточничестве. Он нажил много врагов, среди которых был и Махмуд, который «имел против него зуб за некоторые деяния, которые он не одобрял и которые внушили ему отвращение к нему».
По словам Ибн аль-Адима (XIII век), Махмуд «задумал заговор с целью его убийства, но поддерживал с ним дружественные и доверительные отношения до тех пор, пока не представилась возможность совершить убийство». Ибн аль-Каланиси сообщил, что Базвадж пришёл к Махмуду во дворец в цитадели. Махмуд подговорил и проинструктировал армян из своей свиты, как расправиться с эмиром. Увидев его 18 апреля 1138 года одного без сопровождения, они убили его и похоронили в гробнице его жены.
После убийства Базваджа исфахсаларом стал Унур, а предложение Занги о браке было принято и уже 31 мая 1138 года атабек Алеппо и Мосула женился на Зумурруд.